# Hydropsyche cipus
Hydropsyche cipus là một loài Trichoptera trong họ Hydropsychidae. Chúng phân bố ở miền Cổ bắc.